# Turovice
Turovice (deutsch Turowitz) ist eine Gemeinde in Tschechien. Sie liegt elf Kilometer südöstlich von Přerov und gehört zum Okres Přerov.

## Geographie
Turovice befindet sich in der Podbeskydská pahorkatina (Vorbeskidenhügelland). Das Dorf liegt linksseitig der Moštěnka auf einer Terrasse und bildet mit Novosady und Dřevohostice ein geschlossenes Bebauungsgebiet. Südöstlich erhebt sich die Šibenice (300 m), im Süden die Olehlá (316 m), südwestlich die Kozrálská (283 m) und Líšenský Mlýn (260 m) sowie im Nordwesten die Kopaniny (284 m).
Nachbarorte sind Nahošovice im Norden, Novosady und Dřevohostice im Osten, Lipová, Bílavsko und Hlinsko pod Hostýnem im Südosten, Prusinovice, Pacetluky und Kozrál im Süden, Kostelec u Holešova, Karlovice und Líšná im Südwesten, Domaželice im Westen sowie Podolí im Nordwesten.

## Geschichte
Turovice entstand an einem über die Moštěnka zum Hostýn führenden mittelalterlichen Handelsweg. Die erste schriftliche Erwähnung des Ortes erfolgte im Jahre 1131 in einem Güterverzeichnis des Archidiakonats Přerov, das hier eine Hube Land besaß. Turovice war ein alter Herrensitz, die Feste befand sich am Platz Na Zámčiskoch. Um 1350 gebrauchten die Brüder Hereš, Jiřík, Ondřej und Ješek, genannt Sysel, erstmals das Prädikat de Turowicz. Die Feste wurde 1359 als Sitz des Ješek de Turowicz erstmals erwähnt. Später gehörte das Gut Drslav von Schellenberg (Drslav ze Šelmberku), der 1371 eine Hälfte von Turovice zusammen mit Dřevohostice an Ctibor von Cimburg und zehn Jahre später die andere an Zdeněk Bukovský von Sternberg überschrieb. Peter Hecht von Turovice, auch Hereš genannt, gehörte ab 1393 zu den Lehnsmannen des Bistums Olmütz. 1415 gehörte er zu den Unterzeichnern einer Beschwerde gegen das Konstanzer Konzil. Im Jahre 1584 wurde Turovice zur Burg Přerov untertänig. 1747 erfolgte die Einrichtung eines Lehnsgerichts. 1791 lebten in den 40 Häusern des Ortes 242 Personen.
Nach der Aufhebung der Patrimonialherrschaften bildete Turovice/Turowitz ab 1850 eine Gemeinde in der Bezirkshauptmannschaft Holleschau. 1890 bestand das Dorf aus 52 Häusern und hatte 308 Einwohner. 1930 standen in Turovice 57 Wohnhäuser mit 303 Bewohnern. Im Jahre 1951 wurde Turovice nach Dřevohostice eingemeindet, dieser Zusammenschluss wurde 1964 aufgehoben. Nach der Aufhebung des Okres Holešov wurde die Gemeinde 1960 dem Okres Přerov zugeordnet. 1964 kam Turovice erneut als Ortsteil zu Dřevohostice. Seit 1990 ist der Ort wieder eigenständig. 1991 hatte das Dorf 222 Einwohner. Turovice führt seit 1997 ein Wappen und Banner. Ethnographisch gehört das Dorf zur Hanna.

## Gemeindegliederung
Für die Gemeinde Turovice sind keine Ortsteile ausgewiesen.

## Sehenswürdigkeiten

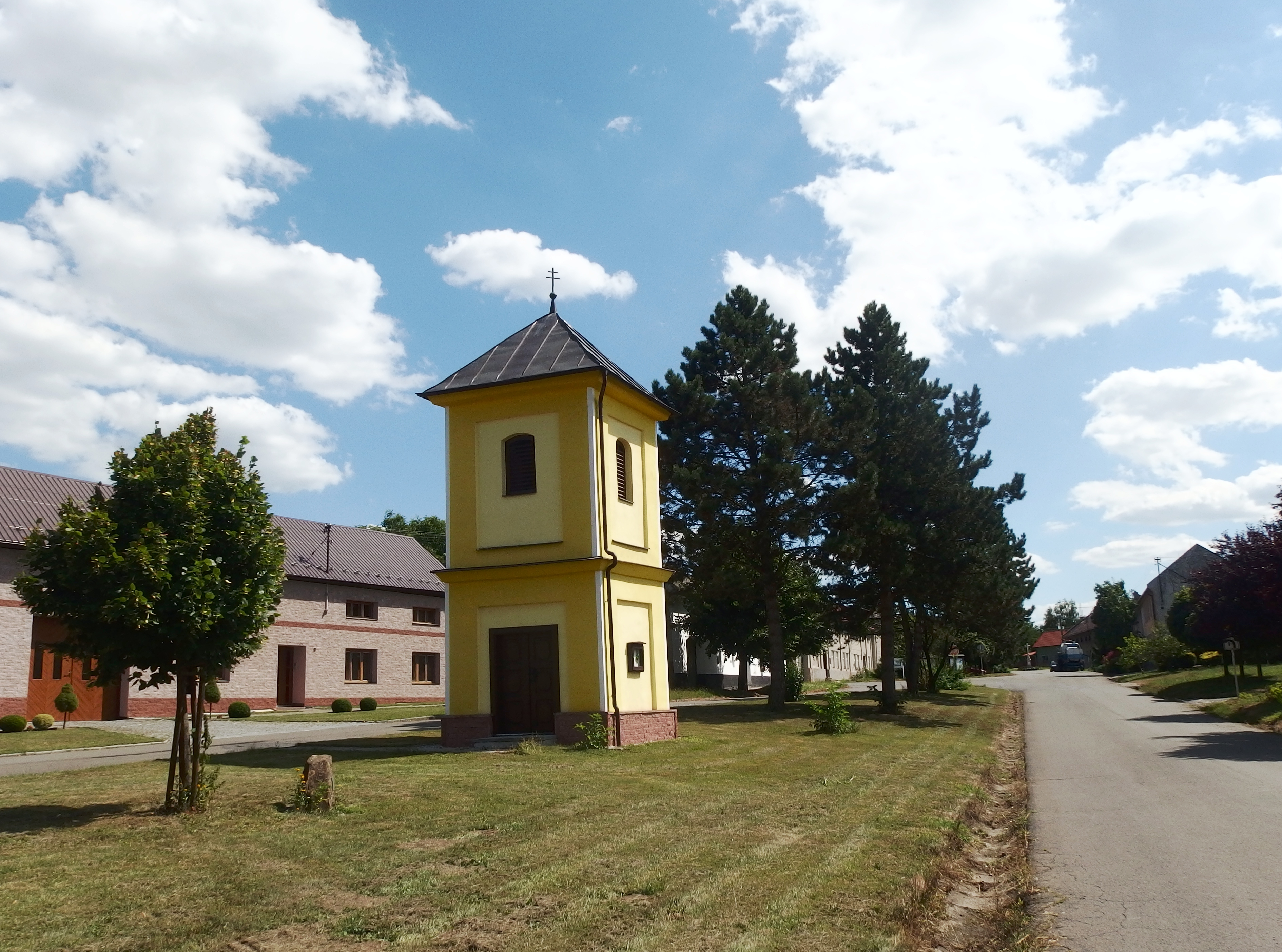
Kapelle der hl. Kümmernis

- Kapelle der hl. Kümmernis (svatá Starosta) aus dem Jahre 1707, die darin befindliche Heiligenstatue der Kümmernis wurde von Josefa Serényi, geborene von Oppersdorff, gestiftet.
- Naturreservat Kamenice, Laubwald auf Sandstein-Untergrund, südlich des Ortes